# Grimoald Starší
Grimoald zvaný Starší (francouzsky Grimaud l'Ainé) (616?–657 Paříž) byl od roku 643 do své smrti majordomem královského paláce v Austrasii. Jeho otcem byl Pipin I. Starší a matkou Itta Idoberga.
V roce 640 Radulf, vévoda Durynský, povstal proti Sigibertovi III., králi Austrasie. Grimoald se zúčastnil následující výpravy proti povstání, které se mu nepodařilo potlačit. I přes neuspěch se mu ale podařilo zachránit život krále a stal se jeho blízkým přítelem. Po smrtí svého otce Pipina nechal Grimoald v roce 643 odstranit majordoma a svého rivala Ottu, čímž získal úřad nejmocnějšího muže v Austrasii, který kdysi zastával jeho otec.
Sigebert III. a jeho manželka Chimnechilda byli bez královského dědice a tak je Grimoald přesvědčil, aby jeho syna Childeberta zvaného Adoptovaný při křtu adoptovali. Sigebert s Chimnechildou měl nakonec potomka a dědice Dagoberta II., kterého po Sigebertově smrti v roce 656 nechal Grimoald vykázat do Irska, aby na trůn mohl dosadit svého syna, adoptovaného Childeberta. Grimoald byl nakonec zajat a převezen do Paříže, kde byl popraven Chlodvíkem II. či jeho synem Chlotharem III.